# Џонсборо (Тенеси)
Џонсборо (енгл. Jonesborough) град је у америчкој савезној држави Тенеси.

## Демографија
По попису из 2010. године број становника је 5.051, што је 883 (21,2%) становника више него 2000. године.
| Група             | 2000.         | 2010.         |
| Белци             | 3.870 (92,9%) | 4.636 (91,8%) |
| Афроамериканци    | 231 (5,5%)    | 224 (4,4%)    |
| Азијати           | 7 (0,2%)      | 31 (0,6%)     |
| Хиспаноамериканци | 34 (0,8%)     | 90 (1,8%)     |
| Укупно            | 4.168         | 5.051         |